# Jan Bureš (vědec)
Jan Bureš (13. června 1926 Čtyři Dvory – 24. srpna 2012 Praha) byl český neurofyziolog, odborník na problematiku paměti a dalších neurologických jevů, držitel mnoha ocenění, první český člen Národní akademie věd USA, nejcitovanější český vědec v oboru neurověd.

## Životopis
Jan Bureš se narodil 13. června 1926 ve Čtyřech Dvorech u Českých Budějovic. Pocházel z rodiny četnického strážmistra, která se často stěhovala, především v regionu Jižních Čech. Měl dva bratry, Karla a Rudolfa - jeden byl starší o 16, druhý o 20 let. Oba dva vystudovali medicínu (věnovali se později balneologii a oba dva byli postupně řediteli lázní v Karlových Varech), čímž nasměrovali také Jana. Základní školu absolvoval v Trhových Svinech, následně vystudoval Jirsíkovo gymnázium v Českých Budějovicích, kde maturoval roku 1944.

### Začátky
Po maturitě byl rok totálně nasazen a následně se přihlásil na pražskou Matematicko-fyzikální fakultu UK. Již po jednom semestru však přestoupil na Lékařskou fakultu UK. Nechtěl se ovšem věnovat klinické praxi, nýbrž výzkumu. V průběhu studií se oženil s o dva roky starší spolustudentkou Olgou Komorádovou a roku 1949 narodila se jim dcera Olga, později odbornice v oboru kybernetiky. Po ukončení studií roku 1950 zůstal v Praze a nastoupil do laboratoře profesora Zdeňka Servíta na akademii věd, kde odstartoval svou vědeckou dráhu. V této instituci následně strávil celý svůj pracovní život. Již v šedesátých a sedmdesátých letech se stal průkopníkem analytického výzkumu povahy reorganizace nervových sítí na buněčné úrovni.. Jezdil na konference po celém světě, pobýval v Sovětském svazu i v Americe..

### Normalizace
Situace se pro něj však rapidně zhoršila, když byl roku 1970 vyloučen na vlastní žádost z KSČ, jejímž byl do té doby členem. Následně směl v ústavu pracovat jen na bázi jedno- až dvouročních smluv, které mu byly prodlužovány vždy až na poslední chvíli, do zahraničí cestoval minimálně a byl pod přísným stranickým dohledem. Jeho nejbližší vědeckou spolupracovnicí byla manželka doc. MUDr. Olga Burešová, DrSc. (rozená Komorádová), spoluautorka řady jeho publikací. V této době však přijímal zahraniční stážisty, čímž se podílel na výchově neurovědců včetně Lynna Nadela či Andrého Fentona (přes 100 stážistů z 27 zemí). Krom toho také publikoval ve vědeckých časopisech.

### Pozdní léta
Po sametové revoluci byl členem mnoha oborových organizací a sdružení. Vědecky aktivní zůstával až do pozdního věku kolem 80 let, příležitostně se vyjadřoval v médiích a to i ke společenským otázkám, spolu s Jiřím Grygarem a Janem Sokolem byl jedním ze signatářů otevřeného dopisu prezidentu Václavu Klausovi, v němž kritizovali jeho pohled na EU. Byl skeptický k vývoji vědeckého bádání v ČR, ale spoléhal na možnost přivést k vědě mladou generaci.
"Myslím, že už jste asi nabyl dojmu, že jsem skeptický vůči běžným receptům na to, jak pomoci naší vědě. Ano, potřebujeme více peněz, ale ty nebudou zárukou odpovídajícího růstu produktivity a tvůrčího potenciálu. Lepší organizace výchovy a výuky vědeckých pracovníků může pomoci, ale nesmíme propadnout iluzi, že si můžeme vědce v potřebném množství a kvalitě vychovat. Vědcem někdo bud' je, nebo není. Společnost se musí snažit své vědce ve správný čas jejich vývoje najít a získat. Máte-li nebo znáte-li zvědavé dítě, které chce pochopit, jak funguje okolní svět, pokuste se zjistit, zda by právě ono nemohlo být tím nejlepším příspěvkem k posílení naší vědy."

Z rozhovoru pro časopis AV ČR roku 2002
V mezidobí se dočkal narození dvou vnuček a dvou pravnoučat. Poté se u něj bohužel začala rozvíjet Alzheimerova choroba a jeho zdraví se rapidně zhoršilo. Žil dlouho v péči rodiny a zemřel 24. srpna 2012 v pražské Thomayerově nemocnici ve věku 86 let. Po jeho smrti následovalo velké množství nekrologů, které vysoce oceňovaly jeho přínos světové vědě a označovaly jej za jednoho z otců moderní elektrofyziologie. Je pohřben na pražském Podolském hřbitově spolu se svou ženou.

## Vědecké dílo
Jan Bureš se postupně zabýval především otázkami šířící se korové deprese, reflexní epilepsie, podmíněné chuťové averze a prostorové paměti. Stal se spoluatorem referenční knižní publikace v elektrofyziologii, nazvané  Electrophysiological Methods in Biological Research, poprvé vydané v roce 1960. Dále se podílel na více než tří stovkách knih a článků, díky nimž byl dle webu Research.com nejcitovanějším českým neurovědcem s D-Indexem 62 (hodnocení v rámci specifické disciplíny) a více než 11 000 citacemi.

## Ocenění a připomínky (výběr)
Po roce 1989 se stal držitelem vyznamenání:
- Roku 1992 mu byl udělen čestný doktorát na kanadské University of Lethbridge[32].
- Roku 1995 byl zvolen zahraničním členem Národní akademie věd USA. Byl prvním Čechem, kterému se to podařilo a až do konce svého života jediným. Další byl zvolen až roku 2015[33][34].
- Roku 2000 byl zvolen zahraničním členem Polské akademie věd[35].
- Roku 2001 mu AV ČR udělila Čestnou oborovou medaili Jana Evangelisty Purkyně za zásluhy v biomedicínských vědách[36].
- Roku 2002 mu byl udělen čestný doktorát na japonské University of Toyama[9].
- Roku 2003 mu byla udělena Cena předsedkyně Grantové agentury ČR[37].
- Roku 2003 byl také určen čestným předsedajícím světového neurovědeckého kongresu IBRO (International Bran Research Organization), který se konal v Praze[25].

Po roce 2012 začal Alzheimer nadační fond udělovat Cenu MUDr. Jana Bureše pojmenovanou na jeho počest (Alzheimerova choroba byla jedním z jeho vědeckých zájmů). Toto ocenění se uděluje každoročně vědcům mladším 40 let za nejlepší publikaci v oboru studia demencí a je dotováno částkou 50 000 Kč.
Fyziologický ústav AV ČR pak každoročně pořádá cyklus přednášek světových vědeckých osobností z oboru pod názvem Burešovy přednášky.

## Galerie

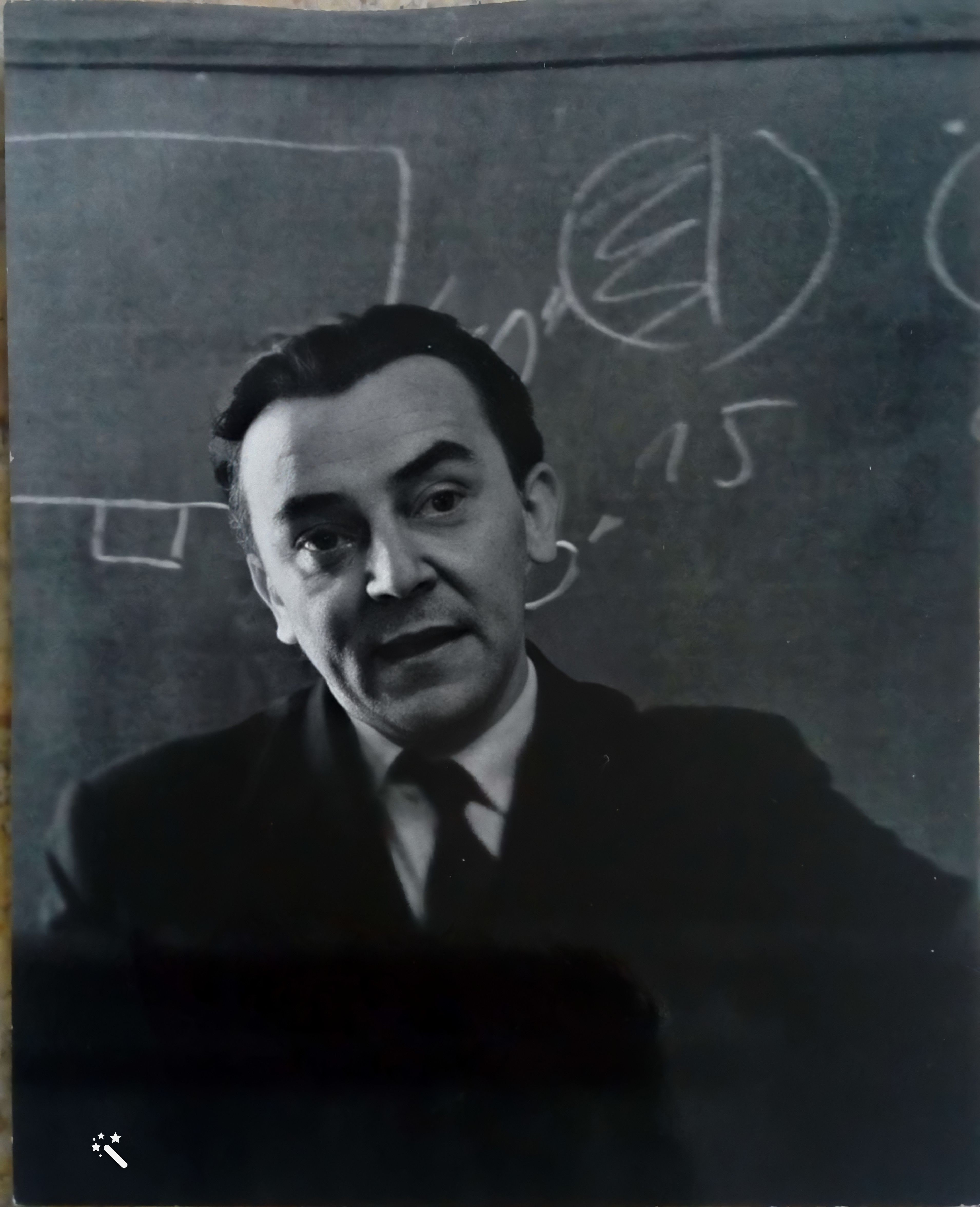
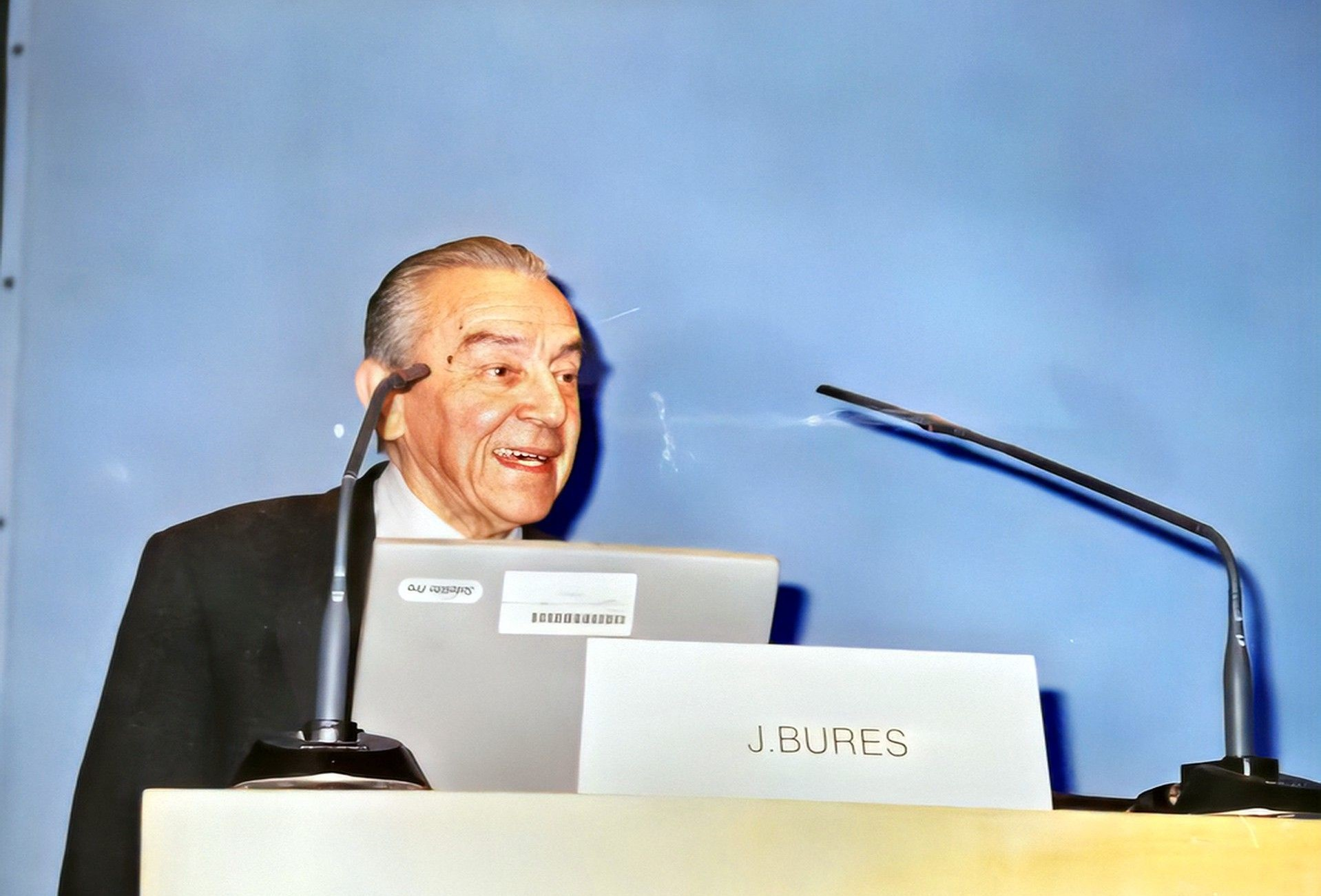
Jan Bureš v pozdním věku
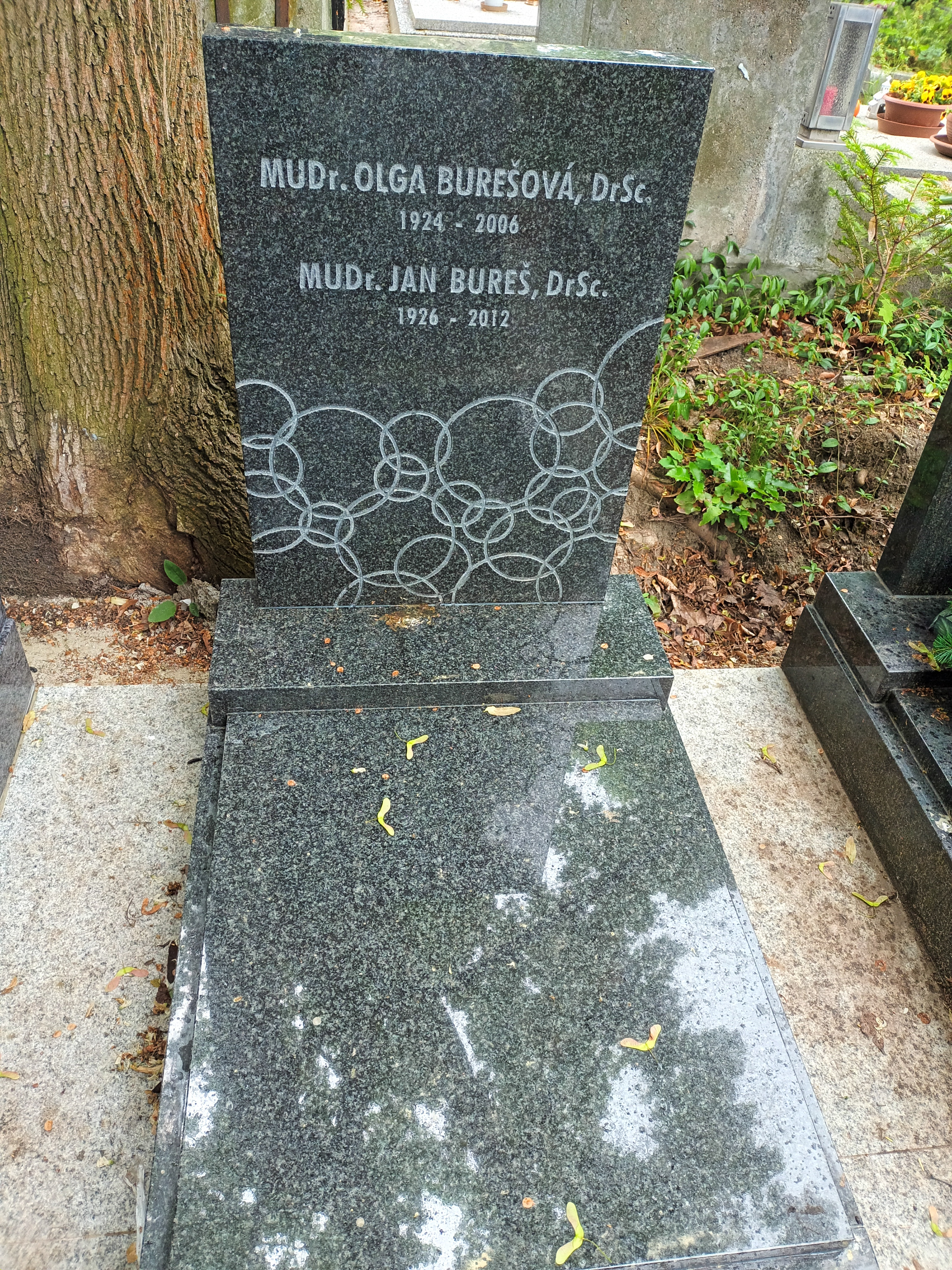
Hrob na Podolském hřbitově